# 鞘柄掌叶报春
鞘柄掌叶报春（学名：Primula vaginata ssp. vaginata）为报春花科报春花属下的一个亚种。